# Los diablos (película)
Les Diables (Los diablos en España) es una película dramática francesa de 2002 dirigida por Christophe Ruggia y protagonizada por Adèle Haenel y Vincent Rottiers.

## Trama
Joseph es un niño de 12 años que huye de una serie de hogares de acogida infantiles junto con su hermana autista, Chloé. Chloé no soporta que la toquen y sólo sigue las órdenes de Joseph. Joseph la protege mientras intentan encontrar el camino hacia los padres que él cree que los abandonaron y a quienes nunca conocieron. Se aferran a un falso recuerdo de una casa pintoresca, que Chloé consigue construir utilizando trozos de vidrio de colores que lleva consigo. Sin embargo, son capturados y llevados a otro hogar de acogida. Joseph inmediatamente roba a sus compañeros de habitación y exige que los dejen a ambos solos. Sin embargo, Chloé progresa gracias a su cuidador, que evalúa su estado y mejora su atención. Joseph resiente esta interferencia mientras que su robo es descubierto por su compañero de habitación, Karim, quien desarrolla un respeto a regañadientes por él. Su situación empeora cuando una figura de su pasado aparece y revela un secreto que enfurece a Joseph, y huye de nuevo junto con Chloé.
Perseguida por Marsella mientras Joseph continuaba robando, Chloé está decidida a encontrar el hogar que imagina tan vívidamente. Se encuentran con Karim, que también se ha escapado, y tiene grandes planes para que él y Joseph puedan ganar dinero. Chloé los conduce a una casa que ella cree que es su hogar. Entran en la casa y, mientras Karim roba, Chloé abraza con amor su nuevo entorno. Joseph ve una amenaza en esto y prende fuego a la casa. Chloé y Joseph comparten un momento en el que por primera vez ella permite que Joseph tome su mano como garantía de que no lo dejará. Llega la policía y arrastran histéricamente a Joseph, mientras Chloé es internada en un centro psiquiátrico. Sin Chloé, Joseph se hunde aún más en la depresión y la violencia, llegando incluso a intentar suicidarse. Su vida es salvada por Karim, cuya banda ataca a los oficiales que acompañan a Joseph y lo liberan. Karim le indica a Joseph dónde está detenida Chloé.
Joseph libera a Chloé y se esconden en un túnel de la ciudad. Joseph se compromete a ganar dinero y comprar una casa para los dos, robando nuevamente. Sin embargo, es detenido por la policía una noche, pero Joseph apuñaló a uno de ellos y logró escapar de la persecución. Él regresa a su escondite sólo para descubrir que Chloé ha destrozado el dinero que ha adquirido. Llega la policía y escapan nuevamente, aunque Joseph resulta herido. Joseph pide ayuda en una casa diciendo que sufrió un accidente. La película termina con Chloé y Joseph jugando en el columpio del jardín de la casa.

## Elenco
- Adèle Haenel como Chloé
- Vincent Rottiers como Joseph
- Rochdy Labidi como Karim
- Jacques Bonnaffé como Doran
- Aurélia Petit como la madre de Joseph
- Galamelah Lagra como Djamel
- Frédéric Pierrot como El hombre de la casa
- Dominique Reymond como director

## Producción
El director Christophe Ruggia dijo que la escena de amor entre Adèle Haenel y Vincent Rottiers solo les tomó un intento realizarla.
En 2019, Haenel dio una entrevista en la que afirmó que el director Christophe Ruggia la había acosado sexualmente cuando tenía entre 12 y 15 años. Varios miembros del reparto y de la producción de la película se unieron a Haenel para apoyar sus acusaciones, y dijeron que Ruggia había estado a solas en numerosas ocasiones con Haenel, y que la había tratado de manera inapropiada durante el rodaje de la película. En 2020, Ruggia fue acusado oficialmente de acosar sexualmente a Haenel.